# Старе място
Старе място или старият град на Замошч е един от кварталите на полския град Замошч. Построен е от основи по план, разработен от италианския архитект Бернардо Морандо, който наподобява плановете на тогавашните италиански градове и на идеалните градове. Отличава се с характерна градоустройствена планировка, за която свидетелства движението на пресичащите се под прав ъгъл улици и линията на някогашните градски укрепления под формата на седмостен. След много промени в историята си, той все още е един от малкото градове с такава архитектура и градоустройство, доказателство за което е и от включването на му през 1992 в списъка на ЮНЕСКО за световно наследство.
Тук има много паметници, които включват светски сгради (кметството, бившия дворец Замойски, сградата на бившата академия на Замойски), църкви и бивши религиозни сгради (катедралата на францисканските, катедралата „Св. Екатерина“, сгради, които в миналото са били манастири), характерни сгради на някогашното еврейско население (синагога, миква) и останките от крепостта Замошч. Има и огромен брой паметници, които не са включени в списъка на забележителностите, но заслужават внимание.
След многобройни ремонти и реставрации, Старият град все още се нуждае от някои ремонтни дейности, който се извършва благодарение на усилията, положени от градските власти. Реализирани са и няколко програми за ревитализация, обхващащи някои жилищни сгради, улици и площади в района на Стария град, бившата синагога, катедралата,както и избрани фрагменти от запазените укрепления на крепостта Замошч. В момента се изпълняват още проекти, които придават на Стария град нов облик.

## По-важни обекти

### Култура
Тук се намират някои важни обекти, сред които и културни забележителности:
музеи: Музеят на Замошч, Музеят на укрепленията и оръжията „Арсенал“, Сакралният музей на катедралата в Замошч, малък Музей на пътната и мостовата техника; Центърът „Синагога“ с Мултимедийния музей на евреите от Замошч и околностите и културно-информационния пункт „Хасидски път“; два туристически маршрута.
галерии: Бюро за художествени изложби – Замойска галерия, Фотогалерия „Ратуш“, галерии на Средното художествено училище;
Старият град е и място за многобройни събития, които се провеждат главно на Големия площад (Rynek Wielki) (включително някои представления на Лятото на театъра в Замошч), но също и на открито до градския парк. В миналото много събития са се провеждали и в намиращия се наблизо Амфитеатър, който в наши дни е окончателно разрушен във връзка с изпълнението на ново строителство около Стария град. Днес многобройни събития се провеждат и в избрани заведения и клубове (концерти, изложби).

### Търговия, услуги
В Стария град има много магазини и търговски обекти, обслужващи различни браншове (обувки, дрехи, галерии, книжарници, сувенири, банки), които са създадени с мисъл за туристите, както и пазар на ъгъла на улиците „Базилиянска“ и „Заменхоф“. След ремонтните дейности търговска функция изпълнява и т. нар. надшанец (Туристически и търговски център „Nadszaniec“) и намиращите се в близост търговски павилиони (на улица „В. Лукашински“).
В Стария град на Замошч се намират и множество заведения (ресторанти, барове, кафенета, пицарии), обекти, свързани с туризма и свободното време, както и места за настаняване: хотелите „Arte“, „Zamojski“, „Senator“, „Hotel 77“, общежитието „Starówka“ и стаи в Центъра за спорт и отдих.

### Образование
Най-важните институции и учреждения в този район са: Кметството на Замошч, Статистическа служба, Служба по труда, Пощенски клон № 1, Данъчната служба, Общинската полиция.
В западната част на район Стар град се намира Центърът за спорт и отдих в Замошч, който включва: стадион, спортни зали, писта за стрелба с лък и други. Други спортни съоръжения в границите на Стария град са тенис кортовете на ул. „Студженна“ и игрището.

## Зелени площи
Голяма част от него е заета от зеленина. На север от застроените площи е разположен градския парк с многобройни алеи и езерце, чието място е определено тук още в периода между двете войни. На север от този парк също има открити зелени площи, които са и място на много от събитията, организирани в града. От своя страна зоните на юг и на запад от Стария град са заети от дървета, тъй като тук преди се е намирал не особено добре аранжиран парк, наречен „Маймунска горичка“.

## Паметници и паметни плочи

### Паметници
- Паметник, посветен на децата от региона Замошч, убити от немците – ул. „Академицка“;
- Паметник на Йоан Павел II – при катедралата;
- Паметник на Ян Замойски – пред бившия дворец Замойски;
- Паметник на цар Давид Псалмистът – ул. „В. Лукашински“;
- Паметник-кръст „Катин 1940“ – близо до църквата „Св. Екатерина“;
- Паметник в памет на арменците – ул. „В. Лукашински“;
- Бюст на Станислав Сташиц – градски парк.

### Паметни плочи
- Паметна плоча на М. Грехута на ул. „Гродзка“ 7
- Многобройни плочи в памет на жертвите от Втората световна война (включително децата от региона Замошч)
- Паметна плоча за помощта оказана на унгарците по време на въстанието от 1956 г.
- Паметна плоча на М. Грехута на ул. „Гродзка“ 7
- Плоча в памет на Болеслав Лешмян
- Плоча в памет на Михал Пешка
- Плоча в памет на Юзеф Пилсудски
- плоча в памет на Леополд Скулски и др.

- Карта на стария град в Замошч
- Градският съвет (Ratusz)
- Бившата Академия Замойски
- Пощенски клон №1